# ハンス・クレヴァース
ヨハネス・カロルス・"ハンス"・クレヴァース（Johannes Carolus "Hans" Clevers, 1957年3月27日 - ）はオランダの生物学者。ユトレヒト大学医療センター分子遺伝学教授、ヒューブレヒト研究所主任研究員、プリンセス・マキシマ・小児腫瘍センター主任研究員。組織幹細胞と癌におけるWntシグナル伝達の役割を解明した。またオルガノイド研究の創始者として知られる。

## 来歴
アイントホーフェン出身。1984年にユトレヒト大学から医学博士号（MD）を取得。ダナ・ファーバー癌研究所でポスドクとなり、1991年からユトレヒト大学教授に就任。2012年から2015年までオランダ王立芸術科学アカデミー会長を務めた。2019年王立協会外国人会員選出。

## 受賞歴
- 2001年 スピノザ賞
- 2004年 ルイ＝ジャンテ医学賞
- 2008年 マイエンブルク賞
- 2011年 エルンスト・ユング賞、レオポルド・グリフエル賞
- 2012年 ハイネケン賞 医学部門
- 2013年 生命科学ブレイクスルー賞
- 2016年 ケルバー欧州科学賞
- 2019年 クラリベイト・アナリティクス引用栄誉賞、慶應医学賞[4]

## 参照
- HANS CLEVERS
- Organoid group (previously Clevers Group) - Hubrecht Institute 公式ウェブサイト